# Edvin Wide
Edvin Wide (Suecia, 22 de febrero de 1896-19 de junio de 1996) fue un atleta sueco, especialista en las pruebas de 5000 m y 10 000 m en las que llegó a ser medallista de bronce olímpico en 1928 y subcampeón olímpico en París 1924 en los 10 000 metros.

## Carrera deportiva
En los JJ. OO. de París 1924 ganó la plata en los 10 000 metros, siendo superado por el finlandés Ville Ritola y por delante de otro finlandés Eero Berg (bronce).
Cuatro años después, en los JJ. OO. de Ámsterdam 1928 ganó dos medallas de bronce, en 5000 metros —tras los finlandeses Ville Ritola (oro) y Paavo Nurmi (plata)— y en 10 000 metros, empleando un tiempo de 31:00.8 segundos, y llegando a meta de nuevo tras los dos mismos atletas que en la ocasión anterior, Paavo Nurmi (oro) y Ville Ritola (plata). 